# Balance mundial
El Balance mundial (Global stocktake en inglés) es un componente fundamental del Acuerdo de París que se utiliza para monitorear su implementación y evaluar el progreso colectivo realizado en el logro de los objetivos acordados. Por lo tanto, el Balance mundial vincula la implementación de las contribuciones determinadas a nivel nacional (NDC, por sus siglas en inglés) con los objetivos generales del Acuerdo de París, y tiene el objetivo final de aumentar la ambición climática.

## Trasfondo
El Acuerdo de París marcó un punto de inflexión en la política climática internacional. Vinculante en virtud del derecho internacional y de alcance mundial, no solo establece ambiciosos objetivos mundiales, como limitar el aumento de la temperatura mundial media muy por debajo de los 2 °C en comparación con los niveles preindustriales, sino que también introduce una arquitectura innovadora que ofrece a las Partes (es decir, los países suscritos) un considerable margen de maniobra para establecer sus propios objetivos en materia de cambio climático. En contraste con la práctica común bajo el derecho ambiental internacional, las contribuciones individuales de los estados no se negocian a nivel internacional y el logro de los objetivos establecidos no es vinculante. No obstante, para garantizar que los objetivos se implementen, se han integrado en el Acuerdo mecanismos de revisión y transparencia a nivel internacional.

## Papel como parte del régimen de París
El Acuerdo de París requiere que sus estados signatarios (conocidos como Partes) formulen regularmente sus propios planes de acción climática, las llamadas contribuciones determinadas a nivel nacional (NDC), y que implementen medidas que les ayuden a alcanzar sus objetivos de acción climática. Sin embargo, no existe ninguna obligación bajo el derecho internacional para que las Partes alcancen sus NDC.
Sin embargo, las partes deben informar periódicamente sobre su progreso en la implementación de sus NDC, así como también los informes presentados por estos están sujetos a revisión por pares a nivel internacional. Además de este Marco de Transparencia Mejorado, el Acuerdo de París estipula que las Partes deben actualizar periódicamente sus NDC, que las NDC actualizadas no deben estar por debajo de los objetivos aplicables antes de la actualización y que deben reflejar el nivel de ambición más alto posible. Además, se lleva a cabo un balance mundial una vez cada cinco años para evaluar el progreso colectivo realizado hacia el logro de los objetivos a largo plazo. Los resultados del inventario deben tenerse en cuenta al desarrollar las contribuciones determinadas a nivel nacional. El Balance mundial es, por lo tanto, un componente fundamental del Acuerdo de París, ya que regularmente evalúa el progreso realizado por todas las Partes y proporciona una base técnica para utilizar en la actualización de las NDC de las Partes.

## Papel en el aumento de la ambición
El Balance mundial está diseñado para aumentar la ambición ayudando a las Partes a:
1. Ver lo que han logrado hasta ahora en la implementación de sus NDC.
2. Identificar lo que aún queda por hacer para lograr sus objetivos NDC.
3. Identificar los enfoques que se pueden tomar para mejorar sus propios esfuerzos a nivel nacional e internacional.

De esta manera, se espera que el Balance mundial se convierta en un motor de ambición. Sin embargo, el Balance mundial adopta un enfoque colectivo más que individual. Esto significa que los países individuales no se destacan y los resultados del proceso de balance no deben permitir sacar conclusiones sobre el estado de implementación en estados individuales.

## Alcance
La cuestión de si el Balance mundial debe limitarse a la mitigación o debe incluir también otros aspectos como la adaptación y la provisión de financiación climática ha sido objeto de un debate controvertido. En el período previo a la Conferencia sobre el Cambio Climático en París, sin embargo, prevaleció la opinión de que el Balance mundial debería incluir a los tres. Como parte del Balance mundial, el Artículo 14 del Acuerdo de París enumera la adaptación y los medios de implementación y apoyo.

## Las tres fases del Balance mundial
Las modalidades de implementación acordadas en la Conferencia sobre Cambio Climático en Katowice prevén tres fases de balance:

### Fase 1: Recopilación y preparación de información
La fase 1 consiste en recopilar y preparar la información necesaria para realizar el inventario. La información se toma de varias fuentes. Además de las contribuciones determinadas a nivel nacional (NDC) proveniente de las Partes y los informes asociados presentados en virtud del Acuerdo de París, también se incluyen los hallazgos científicos más recientes del Panel Intergubernamental sobre el Cambio Climático (IPCC), así como los aportes de las partes interesadas no gubernamentales y las organizaciones de observadores. La información recopilada se publica bajo dominio público y también se coteja en forma de informes de síntesis. También se preparan informes individuales sobre varios temas de interés (como la mitigación, adaptación y apoyo -usualmente financiero-) y sobre temas como el estado de las emisiones globales de gases de efecto invernadero, la contribución general de las NDC y el estado de las medidas adoptadas para adaptarse al cambio climático.

### Fase 2: Evaluación técnica de la información
En la Fase 2, se evalúa la información para determinar el progreso colectivo en la implementación del Acuerdo de París y sus objetivos a largo plazo. Esto ve a varias partes interesadas entrando en una serie de diálogos técnicos para discutir la información recopilada en la Fase 1. La Fase 2 también se utiliza para resaltar las oportunidades de fortalecer y mejorar las medidas de respuesta para hacer frente al cambio climático. Los resultados se documentan en una serie de informes.

### Fase 3: Mensajes políticos derivados de la evaluación técnica
En la Fase 3, los resultados de la evaluación se integran en el proceso de políticas. El objetivo aquí es apoyar a las Partes del Acuerdo de París en mejorar tanto sus políticas de cambio climático como las acciones que toman para respaldar a otras Partes. Los resultados también se utilizan para promover la cooperación internacional. En este sentido, no está claro cómo se deben documentar los resultados, tal vez mediante una declaración política o incluso una decisión formal de la Conferencia de las Partes.

## Panorama
El primer Balance mundial tendrá lugar en 2023, durante la Conferencia de las Naciones Unidas sobre el Cambio Climático de ese año. Sin embargo, el marco de transparencia establecido por el Acuerdo de París, que requiere que cada estado individual informe sobre el estado de implementación de sus objetivos NDC y sus emisiones nacionales, no entrará en vigencia hasta 2024. Dado que los informes de las Partes compilados bajo el marco de transparencia son una fuente vital de información para realizar el Balance mundial, el primer Balance mundial deberá basarse en los requisitos de presentación de informes anteriores. Estos tienen numerosos vacíos de información, sin embargo, y no está claro en qué medida esos vacíos pueden llenarse utilizando otras fuentes de información. Por ejemplo, es concebible que se pueda hacer un mayor uso de los análisis y recomendaciones de las partes interesadas no gubernamentales, incluidas las iniciativas de la sociedad civil, las empresas y las administraciones municipales. Otro aspecto que aún debe resolverse se refiere al momento de ejecución exacto de las tres fases del Balance mundial. En particular, se debe garantizar que los resultados del proceso se completen a tiempo y se preparen de tal manera que se puedan tener en cuenta adecuadamente al desarrollar las NDC de las Partes.